# 아이치 가즈오

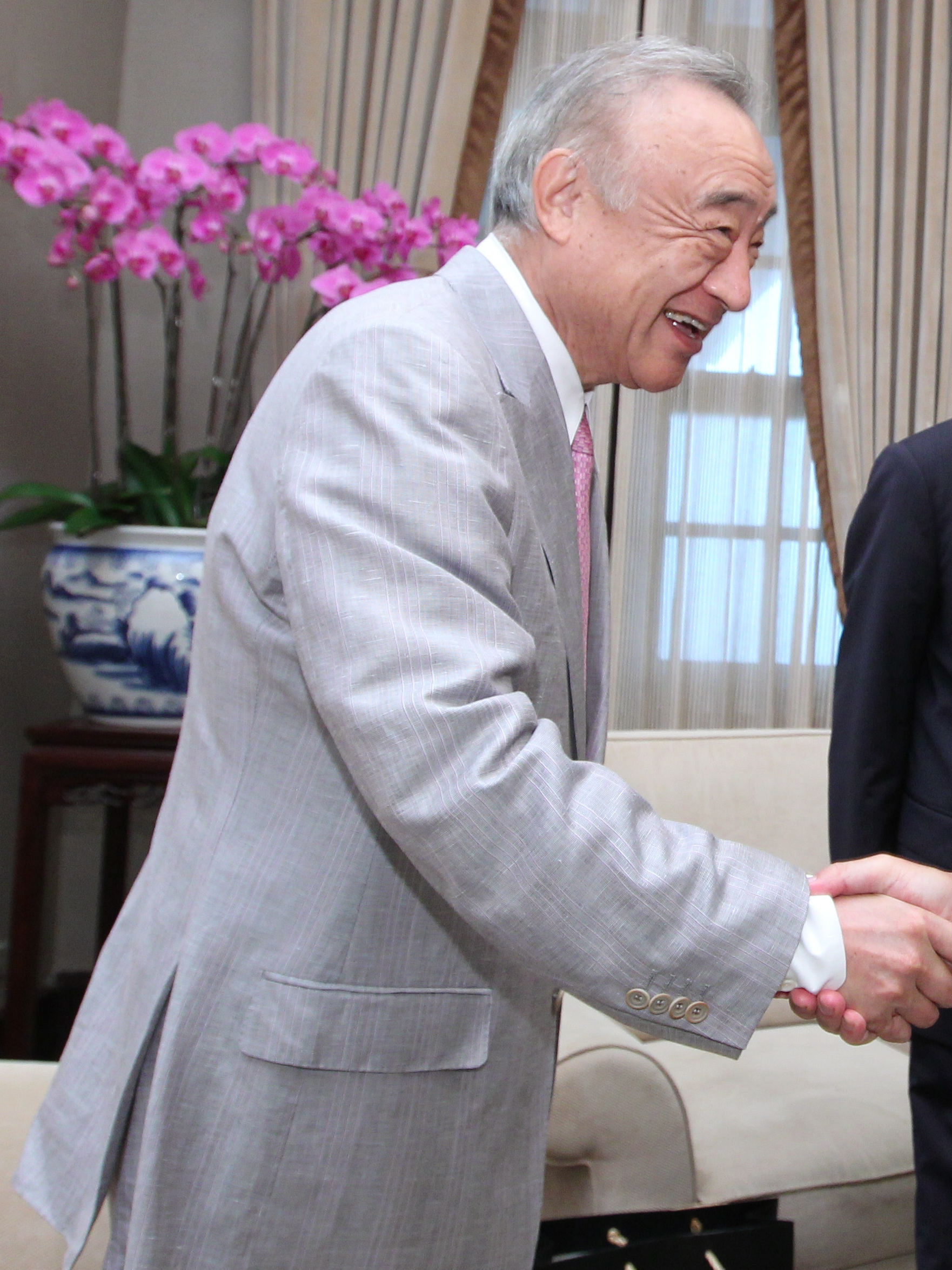
2011년 모습

아이치 가즈오(愛知和男, 1937년 7월 20일 ~ 2024년 5월 3일)는 일본의 정치인이다.
자유민주당 (일본) 일본 중의원 의원을 역임했다.
도쿄 오타구 출신으로 도쿄 대학을 졸업한 그는 1976년 처음으로 중의원 의원에 당선돼 2000년까지 재임했으나 재선에서 낙선했다. 나중에 2005년부터 2009년까지 다시 재직했지만 재선에 실패했다.
1993년부터 1994년까지 일본의 방위대신을 역임했고, 1990년부터 1991년까지 일본의 환경대신을 역임했다.
아이치는 2024년 5월 3일 86세의 나이로 코로나바이러스감염증-19로 사망했다.